# 장 드 브리악

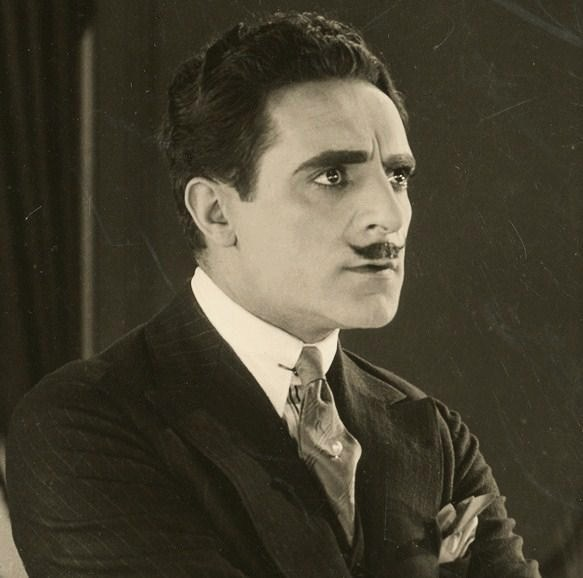

장 드 브리악(Jean De Briac, 1891년 8월 15일 ~ 1970년 10월 18일)은 프랑스의 배우이다.
파리에서 태어났으며 로스앤젤레스에서 사망하였다.

## 영화
- 럭키 미 (1954년)
- 러브리 투 룩 앳 (1952년)
- 마이 페이버릿 스파이 (1951년)
- 투 더 빅터 (1948년)
- Monsieur Beaucaire (1946년)
- 면도날 (1946년)
- 욜란다 앤 더 씨프 (1945년)
- 윈터타임 (1943년)
- 상하이 제스처 (1941년)
- 비터 스윗 (1940년)
- 삼총사 (1939년)
- 쉘 위 댄스 (1937년)
- 씬 아이스 (1937년)
- 더 로드 투 글로리 (1936년)
- 로이드의 런던 (1936년)
- 더 이글 (1925년)